# Poloacetal
Poloacetal nebo poloketal je chemická sloučenina, která vzniká adicí alkoholu na aldehyd nebo keton. Předpona polo- naznačuje, že došlo k adici pouze jedné molekuly; acetaly a ketaly vznikají obdobně, adicí dvou molekul alkoholu.

## Vznik a obecný vzorec

Nahoře: 1-ethoxybutan-1-ol patřící mezi poloacetaly. Dole: 1,1-diethoxybutan patřící mezi acetaly

Obecný vzorec poloacetalu je R1R2C(OH)OR, kde R1 a nebo R2 je často vodík a R (skupina navázaná na O) není vodík.
 I když definice podle Mezinárodní unie pro čistou a užitou chemii (IUPAC) říká, že u poloacetalu může být jedna ze skupin R1 nebo R2 vodík, tak u poloketalu nesmí taková být žádná ze skupin R; poloketaly jsou tedy skupinou poloacetalů.

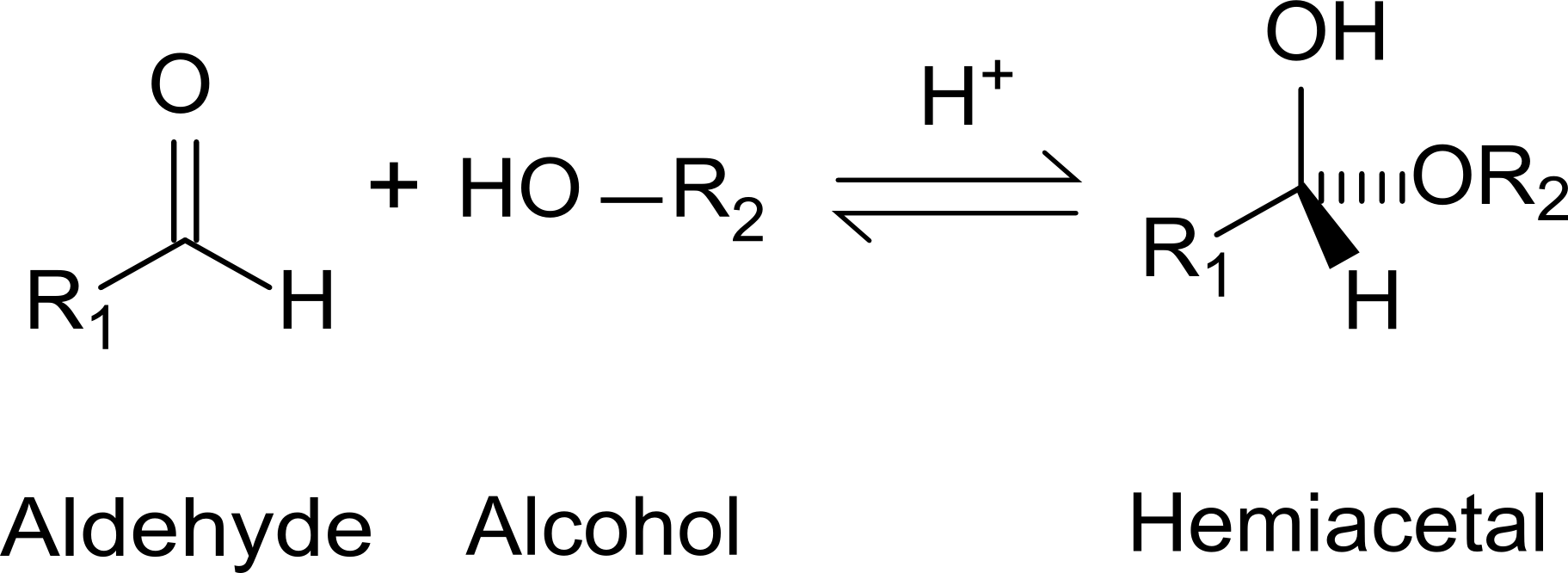
Tvorba poloacetalů
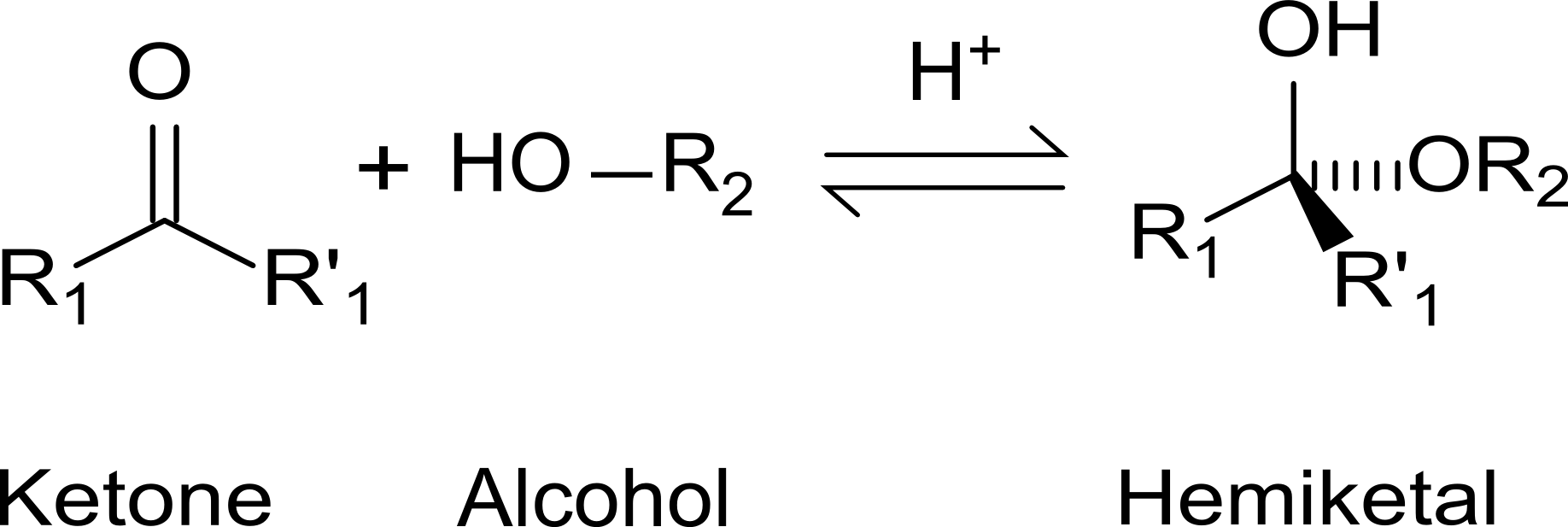
Tvorba poloketalů

### Cyklické poloacetaly a poloketaly
Poloacetaly a poloketaly jsou obecně nestabilní sloučeniny. Cyklické poloacetaly, nazývané laktoly, jsou však v některých případech stabilní a dají se snadno připravit, obzvláště obsahují-li jejich molekuly pětičlenné nebo šestičlenné cykly. Tyto látky vznikají vnitromolekulární vzájemnou reakcí hydroxylové a karbonylové skupiny. Glukóza a mnoho dalších aldóz se vyskytuje v podobě cyklických poloacetalů, zatímco fruktóza (a podobné ketózy) vytváří cyklické poloketaly.

Ribopyranóza, cyklický poloacetal
Fruktopyranóza, cyklický poloketal

## Příprava
Poloacetaly se připravují několika způsoby:
- Nukleofilní adicí alkoholu na karbonylovou skupinu aldehydu
- Nukleofilní adicí alkoholu na rezonančně stabilizovaný poloacetalový kation
- Částečnou hydrolýzou acetalů

## Reakce
Poloacetaly a poloketaly lze považovat za meziprodukty při reakci alkoholů s aldehydy nebo ketony, kde je konečným produktem acetal či ketal:
-C=O + 2 ROH ⇌ -C(OH)(OR) + ROH ⇌ -C(OR)2 + H2O
Poloacetal může v kyselém prostředí reagovat s alkoholem za vzniku acetalu a může se rozkládat na aldehyd a alkohol.
Aldehydy rozpuštěné ve vodě se vyskytují v rovnováze se svými hydráty (které jsou přítomny v mnohem menších koncentracích); obecný vzorec takového hydrátu je R-CH(OH)2. Obdobně se při přidání přebytku alkoholu budou v roztoku nacházet aldehyd, jeho poloacetal a acetal.
Poloacetal vzniká díky nukleofilnímu ataku hydroxylové skupiny alkoholu na uhlík vazby C=O; acetaly jsou produkty substitučních reakcí katalyzovaných kyselinami. Přítomnost kyseliny umožňuje substituci hydroxylové skupiny alkoxylovou (-OR) skupinou. Přeměna poloacetalu na acetal je SN1 reakce.
Tvorba poloketalů a ketalů z ketonů neprobíhá tak snadno jako u poloacetalů a acetalů. Ke zvýšení výtěžnosti reakce je při přípravě acetalů i ketalů potřeba odstraňovat vznikající vodu.